# Ernst Kirsten
Ernst Kirsten (* 2. September 1911 in Chemnitz; † 11. Februar 1987 in Bonn) war ein deutscher Althistoriker und Historischer Geograph. Sein Spezialgebiet war die Historische Geographie und Topographie des Mittelmeerraumes.

## Leben und Wirken
Der Sohn des Landgerichtsdirektors Bernhard Kirsten († 1957) machte 1930 am Gymnasium von Plauen das Abitur und studierte anschließend in Greifswald, Göttingen, München und Leipzig die Fächer Klassische Philologie, Archäologie und Alte Geschichte. 1933 trat er der SA und dem Nationalsozialistischen Deutschen Studentenbund (NSDStB) bei. Er wurde 1934 bei Helmut Berve in Leipzig mit der Dissertation Die Insel Kreta im 5. und 4. Jahrhundert v. Chr. promoviert. Im Jahr 1934/35 war er als Stipendiat der Notgemeinschaft der Deutschen Wissenschaft mit der Ordnung der Vasensammlung an der Universität Leipzig beschäftigt. Im Jahr 1937 wurde er wissenschaftlicher Assistent an der Universität Leipzig. Am 19. Juli 1937 beantragte Kirsten die Aufnahme in die NSDAP und wurde rückwirkend zum 1. Mai desselben Jahres aufgenommen (Mitgliedsnummer 5.333.663). Er avancierte zum Schulungsleiter der Ortsgruppe Leipzig-Knauthain. Seine Habilitation erfolgte 1940 bei Fritz Schachermeyr in Heidelberg mit der ungedruckt gebliebenen Arbeit Die dorische Landnahme in Lakonien und Messenien. Er begann im selben Jahr an der Universität Heidelberg seine Lehrtätigkeit und wurde 1941 als Dozent an die Universität Halle abgestellt, bevor er 1941 zum Militär eingezogen wurde. Im September 1941 wurde er als Unteroffizier der Luftwaffe „Sonderführer zur Erstellung von Luftaufnahmen griechischer Altertümer im Referat Kunstschutz“ der Wehrmacht in Griechenland abgeordnet und bearbeitete archäologische Luftbilder. Ergebnis seiner Tätigkeit für den „Kunstschutz“ war die archäologische Untersuchung des Minoischen Palastes bei Monastíraki im Gemeindegebiet von Amari auf Kreta, die er zusammen mit Kimon Grundmann vom 14. September bis zum 10. Oktober 1942 durchführte. Im September 1943 wurde er zur Truppe zurückversetzt.
Im Jahr 1946 wurde Ernst Kirsten Dozent an der Universität Göttingen. 1949 erhielt er an der Universität Bonn eine Dozentur für „Historische Geographie und Topographie des Mittelmeerkulturkreises“. Dort war er ab 1951 außerplanmäßiger, ab 1962 außerordentlicher und ab 1965 ordentlicher Professor der Historischen Geographie. 1970 folgte er dem Ruf an die Universität Wien, an der er bis zu seiner Emeritierung 1981 als ordentlicher Professor für Griechische Geschichte, Altertumskunde und Epigraphik lehrte. Ab 1970 war er zudem Honorarprofessor für Alte Geschichte und Historische Geographie an der Universität Bonn. Sein Nachfolger in Wien wurde Peter Siewert.
Ernst Kirsten wurde 1943 Korrespondierendes Mitglied, 1955 ordentliches Mitglied des Deutschen Archäologischen Instituts. 1971 wurde er zum Korrespondierenden Mitglied, 1974 zum Wirklichen Mitglied der Österreichischen Akademie der Wissenschaften gewählt. Ab 1972 war er zudem ordentliches Mitglied des Österreichischen Archäologischen Instituts.
Kirsten gilt als prominenter Vertreter der modernen Historischen Geographie. Er ist Gründer der Reihe Geographica Historica und Mitinitiator der Stuttgarter Kolloquien zur Historischen Geographie der Alten Welt. Sein bekanntestes Werk ist die mit Wilhelm Kraiker verfasste Griechenlandkunde (1. Auflage 1955), die aus Führungsblättern des deutschen Kunstschutzes für Soldaten während des Zweiten Weltkrieges hervorging.
Im Jahr 1989 wurde in Stuttgart die Ernst-Kirsten-Gesellschaft gegründet in der Absicht, der in Deutschland durch keinen einzigen Universitätslehrstuhl vertretenen Disziplin der Historischen Geographie der Alten Welt eine dauerhafte organisatorische Basis zu schaffen.
Kirsten war ab 1949 mit der Klassischen Philologin Margarete Noé verheiratet.

## Schriften (Auswahl)
Monographien
- Das dorische Kreta. Band 1: Die Insel Kreta im fünften und vierten Jahrhundert. Konrad Triltsch, Würzburg 1942.
- mit Wilhelm Kraiker: Griechenlandkunde: Ein Führer zu klassischen Stätten. Winter, Heidelberg 1955 (5., überarbeitete und durch Nachträge ergänzte Auflage, Heidelberg 1967).
- Die griechische Polis als historisch-geographisches Problem des Mittelmeerraumes (= Colloquium Geographicum. Band 5). Dümmler, Bonn 1956.
- Nordafrikanische Stadtbilder: Antike und Mittelalter in Libyen und Tunesien. Winter, Heidelberg 1961.
- mit Ernst Wolfgang Buchholz und Wolfgang Köllmann: Raum und Bevölkerung in der Weltgeschichte. Bevölkerungs-Ploetz. 4 Bände, 3. Auflage. A. G. Ploetz-Verlag, Würzburg 1965.
- Süditalienkunde. Band 1: Campanien und seine Nachbarlandschaften. Winter, Heidelberg 1975.
- Landschaft und Geschichte in der antiken Welt. Ausgewählte kleine Schriften (= Geographica Historica. Band 3). Habelt, Bonn 1984, ISBN 3-7749-1816-3 (S. 279–290 Schriftenverzeichnis 1935–1984).

Herausgeberschaften
- Erich Bethe: Buch und Bild im Altertum. Aus dem Nachlass herausgegeben von Ernst Kristen. Harrassowitz, Leipzig/Wien 1945.
- Alfred Philippson: Die griechischen Landschaften. Klostermann, Frankfurt am Main 1950–1959 (4 Bände in 8 Teilbänden).
- mit Hans Erich Stier: Westermanns großer Atlas zur Weltgeschichte. Vorzeit, Altertum, Mittelalter, Neuzeit. Westermann, Braunschweig u. a. 1965.
- Strabonis Geographica recensuit Wolfgang Aly. Band 1: Praemonenda de nova Geographicorum editione quae vivus impressit Wolfgang Aly. Libri I–II (Prolegomena Strabonis) quos ab editore prelo datos iteratis curis perpoliverunt Ernst Kirsten et Friedrich Lapp (= Antiquitas. Reihe 1: Abhandlungen zur Alten Geschichte. Band 9). Rudolf Habelt, Bonn 1968.
- Strabonis Geographica recensuit Wolfgang Aly. Band 2: Libri III–VI quos ab editore prelo datos iteratis curis perpoliverunt Ernst Kirsten et Friedrich Lapp (= Antiquitas. Reihe 1: Abhandlungen zur Alten Geschichte. Band 19). Rudolf Habelt, Bonn 1972, ISBN 3-7749-1210-6.
- mit Hans Erich Stier: Völker, Staaten und Kulturen. Ein Kartenwerk zur Geschichte. Westermann, Braunschweig 1979.

Aufsatzsammlung
- Die Insel Kreta in vier Jahrtausenden. Gesammelte Aufsätze. Hakkert, Amsterdam 1990, ISBN 90-256-0943-0.